# ستيريونينة
الستيريونينة (الاسم العلمي: Satyriinae) هي تحت قبيلة من النباتات تتبع الفصيلة السحلبية من رتبة الهليونيات.

## أجناس الستيريونينة
- الستيريون